# Isactinia olivacea
Isactinia olivacea is een zeeanemonensoort uit de familie Actiniidae.
Isactinia olivacea is voor het eerst wetenschappelijk beschreven door Hutton in 1878.